# Edati
Edati è una delle aree a governo locale (local government areas) in cui è suddiviso lo stato di Niger, nella Repubblica Federale della Nigeria. Si estende su una superficie di 1.752 km² e conta una popolazione di 160.321 abitanti.